# Marius Cartier
Marius Cartier, né le 5 janvier 1913 à Puellemontier (Haute-Marne) et mort le 31 décembre 1992 à Saint-Dizier (Haute-Marne), est un homme politique français.

## Biographie
Fils d'un père paysan, tué dès les premières semaines de la Première Guerre mondiale, Marius Cartier est pupille de la Nation à l'âge de un an. Après l'obtention du certificat d'études, il est salarié agricole, avant d'entrer, en 1936, à la SNCF.
Il s'engage dans le syndicalisme, au sein de la CGT, et en politique, en adhérant au Parti communiste, dans la dynamique du front populaire.
Mobilisé au début de la seconde guerre mondiale, il est rendu à la vie civile, à Bordeaux, à l'été 1940, et rentre en septembre à Saint-Dizier. Il participe à l'activité clandestine du Parti communiste, dont il devient responsable local en 1941, avant de prendre le maquis et d'entrer dans la lutte armée en 1943, et de devenir responsable régional du Front national.
Secrétaire du syndicat CGT des cheminots à la Libération, il est élu conseiller municipal de Saint-Dizier en avril 1945, puis conseiller général de la Haute-Marne en septembre.
Il accède au poste de secrétaire de la fédération communiste de la Haute-Marne, qu'il conserve jusqu'en 1971.
Le mois suivant, il mène la liste communiste dans le département pour l'élection de la première assemblée constituante. Avec 21,5 % des voix, il est élu député.
Maire-adjoint de Saint-Dizier, auprès du socialiste Raoul Laurent, en 1946, il accède cette même année à la vice-présidence du Conseil général.
De nouveau tête de liste du PCF pour l'élection de la seconde constituante, en juin 1946, il obtient 20,4 % des voix, ce qui est suffisant pour assurer sa réélection. Il en est de même en novembre, quand 23,9 % des électeurs se prononcent pour sa liste.
A l'assemblée, il s'intéresse principalement aux questions ferroviaires, et se fait souvent le relais des positions de la fédération CGT des cheminots.
Battu aux cantonales de 1949, il perd aussi, deux ans plus tard, son siège de député. Malgré un résultat proche des précédents (21,2 % des voix), il fait les frais de l'apparentement conclu entre les radicaux, le MRP et la droite. Il reprend alors son emploi à la SNCF.
En 1956, il mène encore les communistes dans le département. Les deux apparentements conclus d'une part entre les partis du « front républicain » et d'autre part le MRP et la droite, ne suffisent pas à priver le PCF, qui obtient son meilleur résultat (24,5 %) et arrive en tête, d'un siège. Marius Cartier retrouve donc les bancs de l'assemblée nationale.
Candidat à sa réélection en 1958, il est battu. Il tentera par la suite de retrouver un siège de député, en vain, en 1962, 1967 et 1968.
Il retrouve donc son emploi de cheminot, jusqu'en 1963, où il demande une disponibilité jusqu'à sa retraite, en 1968.
En 1971, il est élu maire de Saint-Dizier, fonction qu'il conserve jusqu'en 1989.